# Moses Kiley
Moses Elias Kiley (ur. 13 listopada 1876 w Margaree, Kanada, zm. 15 kwietnia 1953 w Milwaukee) – amerykański duchowny katolicki pochodzenia kanadyjskiego, arcybiskup Milwaukee w latach 1940–1953.
Święcenia kapłańskie otrzymał w 1911 w Rzymie, pracował duszpastersko w archidiecezji Chicago. 10 lutego 1934 został mianowany biskupem Trenton. Konsekrował go kardynał Raffaele Carlo Rossi. 1 stycznia 1940 przeniesiony na urząd arcybiskupa Milwaukee, na którym pozostał do śmierci.